# インブリー館

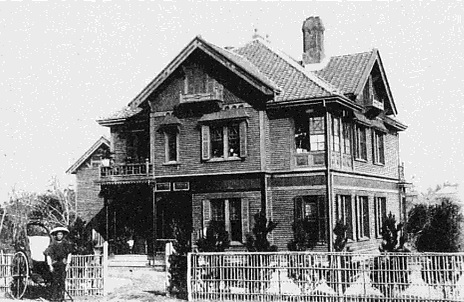
創建されてまもない時期のインブリー館。手前に人力車が見える

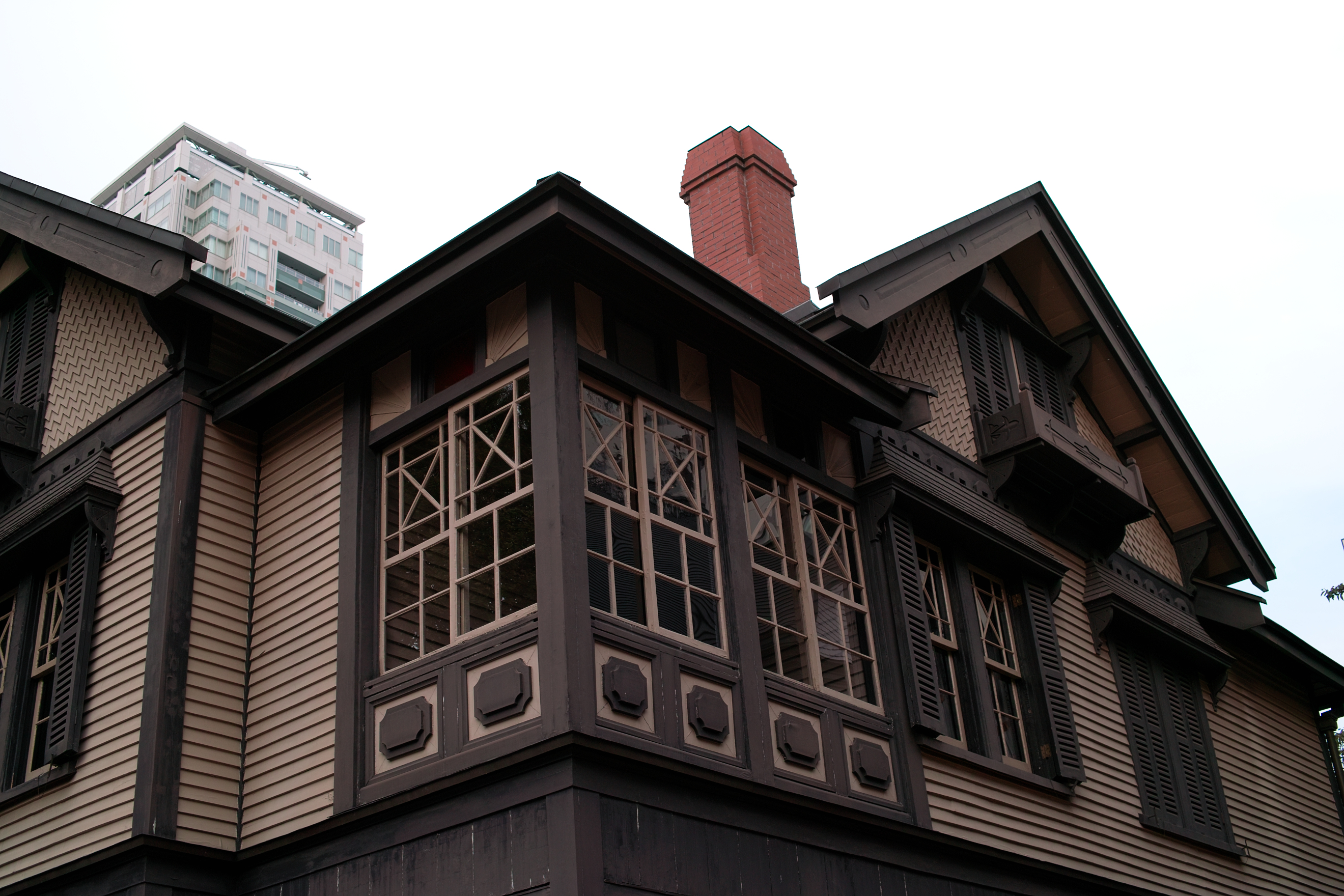
暖炉用の煙突は1963年の火災後に取り払われたが、1996-97年の大幅改修工事で復元された

インブリー館（インブリーかん、英語: Imbrie Pavilionもしくは英語: Imbrie Hall）は、宣教師で明治学院神学部教授のウィリアム・インブリーが長年住んでいたことで知られる日本の東京都内に現存する最古の宣教師館であり、明治学院大学白金キャンパス構内に位置する。1964年（昭和39年）に「ひきや」された後はおもに学院の同窓会事務所や教員用の会議室として利用されている。
1998年（平成10年）に国の重要文化財に指定された。

## 歴史
1887年（明治20年）に明治学院が白金の地に開校したのと前後して学院で教える宣教師たちのために構内の西北隅に3棟、構内の東南隅に2棟の西洋館が建築された。彼らが住む築地の外国人居留地から学院まではあまりにも遠すぎるので、学院側が住宅を準備する必要に迫られたためである。この5棟のうち唯一現存するのが当館である。東京大学教授の鈴木博久はその創建年を1889年（明治22年）か1890年（明治23年）のどちらかと推測している。
明治学院の最初の入学生の一人である島崎藤村は小説『桜の実の熟する時』（1919年）の中で学院生活を描写しているが、「三棟並んだ西洋館」のうちの一つとして当館が登場する。
創設後7-8年間は宣教師のマコーレーが入居して生活していたのではないかと推測されている。その後に1897年（明治30年）の再訪日から1922年（大正11年）に帰国するまで同じく宣教師のウィリアム・インブリーが住んでいた。太平洋戦争後に武藤富男（元学院長）が彼にちなんで館の名前を「インブリー館」と命名した。
この他にも学院関係者の公宅や住宅として長い年月使用されてきた。また、戦後の混乱期に屋根裏まで使って数世帯が居住していた時期もあった。大正と昭和に起きた二度の火災によって一部に焼損を受けている。
1964年（昭和39年）に東京オリンピックの開催に備えて校地に接する国道1号線の拡幅が実施され、創建時の場所から現在の場所へ200mほど「ひきや」された。これ以後はおもに学院の同窓会事務室や会議室として利用されている。
1994年（平成6年）7月から1995年（平成7年）1月まで東京大学工学部建築学科建築史研究室を中心に、同大学教授の鈴木博久の指導で建物とその建物に関係ある人々およびキャンパスなどの歴史的調査が行われて多くの資料が作成され、その内容も報告された。それから半年後の1995年7月から11月には建物の軸組みだけを残して内外装材を一時取り外し、建物の仕様および使い勝手や間取りの変遷などの調査が（財）文化財建造物保存技術協会によって行われた。この時の調査資料をもとにして、創建時に近い形でありながら、現在の居室空間としても問題のない環境を創造するべく工夫して設計され、1996年（平成8年）5月から1997年（平成9年）9月まで慎重を期して改修復元工事が行われた。なお、改修工事はこれ以前にも何回か行われているが、その詳細は明らかになっていない。
1998年（平成10年）12月25日に「明治期に来日した外国人宣教師用の最初期の事例として、我が国にとって価値が高いもの」として国の重要文化財に指定された。さらに、2002年（平成14年）には明治学院記念館や明治学院礼拝堂（チャペル）とともに「東京都港区景観上重要な歴史的建造物等」の指定を受けた。
2012年（平成24年）に再塗装工事が完了した。
東京都内に現存する最古の宣教師館であり、日本では二番目の古さと言われている。

## 建築

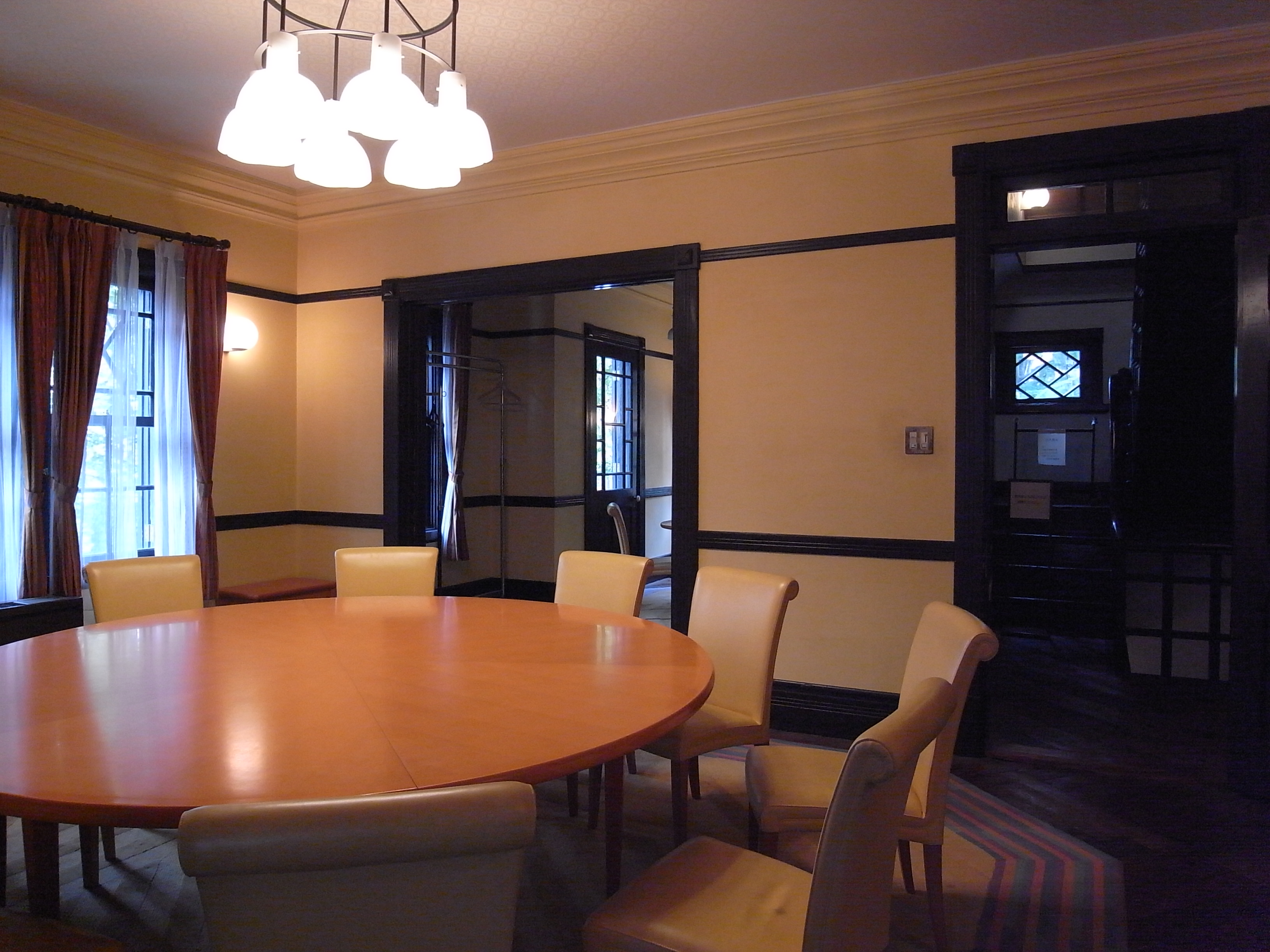
2階の部屋はおもに教員用の会議室として利用されている

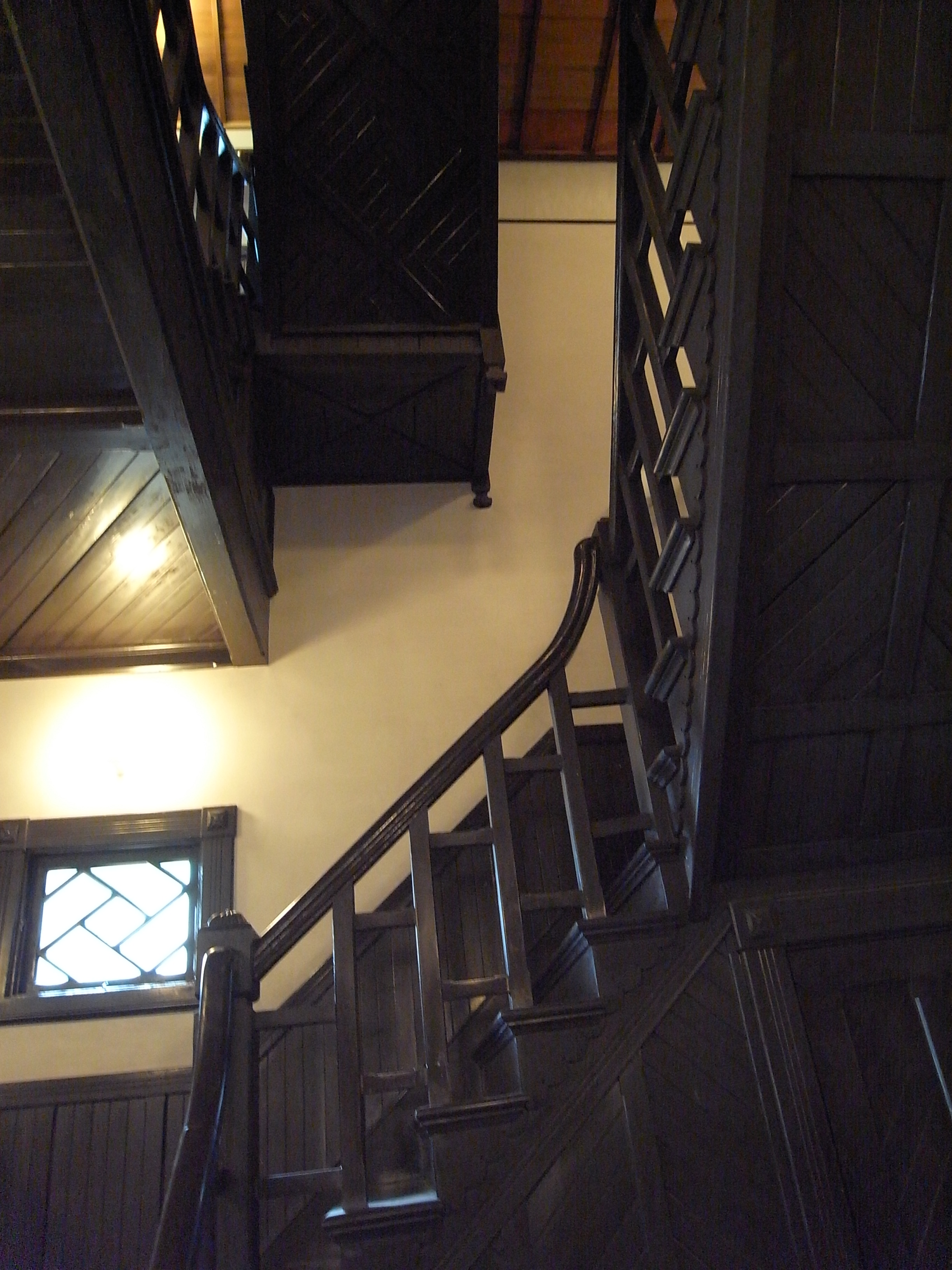
黒光りした階段が歴史の重みを醸し出す

建物の建築面積は150.8m²で延べ床面積は1階129.79m²、2階136.75m²、小屋裏36.79m²、計301.30m²である。設計者はランディスあるいはガーディナーといった名前が上がるが、決め手になっていない。19世紀後半にアメリカ合衆国で流行した木造住宅様式を集めたパターンブックをもとに外国人が設計したと考えられている。
屋根は木造二階建てで銅板一文字ぶきの寄棟造りとなっており、四面に切妻が見られる。創建時の屋根は瓦ぶきであったが、その後に銅板ぶきに変更された。1996-97年の復元補修工事でも瓦ぶきの重量が建物に負担をかけ、安全面でも望ましくないとして、あえて銅板ぶきで補修されている。
外観は下見板張りに1階と2階のあいだに幅広のボーダーをまわした日本の木造西洋建築によく見られる、「シングル（板張り）スタイル」と呼ばれるデザインである。これは創建された時期にニューイングランドで流行した住宅の伝統を継いでおり、創建された明治20年代は日本の洋風建築史の中でも初期に属する。各面にある妻は珍しいタイプで、下端をギザギザに切り込んだ板を張っている。さらに、2階の窓の上部は放射線状になっており、壁によって下見板の板幅を変えたりと、アメリカ風にデザインが単調にならないようにさまざまな工夫がなされている。外壁はオイルペイント塗りで仕上げ、基礎部分は「鉄筋コンクリート布基礎」を採用している。また、窓のサッシはレール式でガラスはパテ押さえとなっている。
玄関には2つの扉があり、それぞれホールと応接室につながっている。1階と2階はどちらも階段ホールの周囲に各室が配置されている。各室の内装の壁は漆喰塗りで仕上げ、床は寄木張りとなっている。この壁の漆喰を白・灰・黄と3色に塗り分けたり、寄木細工の布のパターンを各室で変えるなどして、デザイン上の特色を出している。近年では、内部にアートディレクターの佐藤可士和がデザインした鮮やかなロゴマークも加わった。
当館はバルコニーや暖炉、煙突も備えている。また、廊下がなく、ホールを中心にそれぞれの部屋が連結されている。最大の特徴といえるのがアメリカ合衆国東部の伝統的な住宅様式、純粋な西洋住宅建築に非常に近いことである。和室を一切もたず、建物内外には2階の階段上の天井などごく一部をのぞいて和風のデザインが基本的に皆無である。ただし、1994年の東大工学部建築史研究室の調査によって扉の握り玉など、金物の一部をのぞいて国産の材料が用いられていることや建築には日本人があたり、日本の工法を洋風建築にうまく融合させていたことが判明している。

## アクセスと見学
当館の住所は東京都港区白金台1-2-37、東京メトロ南北線・都営地下鉄三田線の白金台駅2出口または都営地下鉄浅草線の高輪台駅A2出口からいずれも徒歩7分の距離に位置する。明治学院大学白金キャンパスの正門を入り守衛所から緩やかな坂を上ると、右側に当館が見える。その手前に1890年創建の記念館があり、さらに向かいに1916年（大正5年）創建の礼拝堂もある歴史的なゾーンになっている。
礼拝堂や記念館と同様に、毎年11月上旬の「東京文化財ウィーク」期間のみ一般公開されている。その日以外に見学を希望する場合は問い合わせが必要となる。